# Быструха (Восточно-Казахстанская область)
Быструха (каз. Быструха) — село в Глубоковском районе Восточно-Казахстанской области Казахстана. Административный центр Быструшинского сельского округа. Находится примерно в 39 км к северо-востоку от районного центра, посёлка Глубокое. Код КАТО — 634055100.

## Население
В 1999 году население села составляло 1662 человека (798 мужчин и 864 женщины). По данным переписи 2009 года в селе проживали 1434 человека (712 мужчин и 722 женщины).

## Известные уроженцы, жители
Ященкова, Анисья Савельевна — Герой Социалистического Труда (1971).